# Seconde maison d'Artois
Cet article concerne la seconde maison d'Artois (1757-1883), issue de Charles X. Pour la première (1237-1472), née d'un frère de Louis IX, voir Maison capétienne d'Artois.
 (décembre 2021).
Si vous disposez d'ouvrages ou d'articles de référence ou si vous connaissez des sites web de qualité traitant du thème abordé ici, merci de compléter l'article en donnant les références utiles à sa vérifiabilité et en les liant à la section « Notes et références ».
La seconde maison capétienne d'Artois est une branche de la maison capétienne de Bourbon issue du futur roi Charles X de France (1757-1836), fils de Louis de France (1729-1765), dauphin de France, et petit-fils de Louis XV, roi de France, qui lui attribua en apanage le comté d'Artois à sa naissance.

## Histoire
Frère cadet de Louis XVI et du comte de Provence, Charles-Philippe de France, comte d'Artois, duc d'Angoulême, devint pair de France en 1773. Les titres et domaines suivants entrèrent également dans son apanage : duc-pair d'Auvergne et de Mercœur, comte-pair de Poitou, duc de Berry et de Châteauroux, comte-pair d'Argenton et de Ponthieu, comte-pair de Limoges, comte d'Auvergne et vicomte de Limoges.
À la mort de Louis XVIII en 1824, il monta sur le trône sous le nom de Charles X.
Il épouse le 16 novembre 1773 Marie-Thérèse de Savoie avec qui il a quatre enfants :
- Louis-Antoine d'Artois (1775-1844), duc d'Angoulême (1775-1824) puis dauphin de France (1824-1844) ;
- Sophie d'Artois (1776-1783) ;
- Charles-Ferdinand d'Artois (1778-1820), duc de Berry ;
- Marie-Thérèse d'Artois (1783).

En 1799, Louis-Antoine d'Artois épouse au château de Mittau (Russie) sa cousine germaine Marie-Thérèse de France, fille de Louis XVI. Le couple n'eut pas d'enfants.
En 1816 en la cathédrale Notre-Dame de Paris, Charles-Ferdinand d'Artois épouse la princesse Marie-Caroline des Deux-Siciles (1798-1870), fille aînée de François Ier des Deux-Siciles (1777-1830) et de Clémentine d'Autriche (1777-1801), avec qui il a quatre enfants, dont deux parviennent à l'âge adulte : 
- Louise d'Artois (1819-1864), qui épouse en 1845 Charles III de Parme, duc de Parme (fils de Charles II, duc de Parme et de Marie-Thérèse de Savoie).
- Henri d'Artois (29 septembre 1820 -1883), duc de Bordeaux, puis « comte de Chambord », qui épouse en 1846 Marie Thérèse de Modène (1817-1886) ; sans postérité, il est le dernier Bourbon descendant de Louis XV.

Armes de la seconde maison capétienne d'Artois.

En 1779, Charles X eut un fils baptisé, en l’absence du mari, comme étant d’Anne-Barbe Pouyer épouse Carpentier, prénommé André Nicolas Thomas. L’histoire de la découverte de cette branche agnatique toujours subsistante méconnue du grand public comme des historiens pendant plus de 240 ans fait l’objet d'une communication lors d'un colloque de l'Institut d'études avancées de Paris et d'une série d'articles publiés dans La Revue de gériatrie.
André Carpentier a été maire d'Ectot-lès-Baons en 1834. Il est décédé le 1 novembre 1862 à Ectot les Baons, laissant de son mariage, le 25 novembre 1810, à Saint-Martin-aux-Arbres avec Sophronie Thérèse Dubreuil  au moins Gustave Clément Carpentier, né le 27 avril 1826 à Yvecrique .
Gustave Clément Carpentier épousa Augustine Ernestine Huet le 23 juin 1860 à Rouen . Il est décédé le 19 janvier 1908 à Rouen laissant au moins Gustave Emile Carpentier, né le 31 octobre 1881 à Bois Guillaume,.
Gustave Emile Carpentier épousa Marguerite Savina Marie Thérèse Mathieu le 24 août 1903 à Rouen . Il est décédé le 19 janvier 1919 à Bois-Guillaume laissant au moins Henri Ernest Paul Joseph Carpentier, né le 21 décembre 1912 à Bois Guillaume.
Cette branche survit en la personne de Jean-Philippe Carpentier.

## Arbre généalogique
|                                                                           |                                                                           |                                                                           |                                                                           |                                                                           |                                                                           |  |  | Louis XV, roi de 1715 à 1774                             | Louis XV, roi de 1715 à 1774                             | Louis XV, roi de 1715 à 1774                             | Louis XV, roi de 1715 à 1774                             | Louis XV, roi de 1715 à 1774                             | Louis XV, roi de 1715 à 1774                             |                                                |                                                | ????                                                    | ????                                                    | ????                                                    | ????                                                    | ???? | ???? | | | | |                                                         |                                                         |                                                         |                                                         |                             |                             |                                     |                                     |                                     |                                     |                                                      |                                                      |                                                      |                                                      |                                                      |                                                      |  |  |                                              |                                              |                                              |                                              |                                              |                                              |  |  | | | | | | |  |  |                                     |                                     |                                     |                                     |                                     |                                     |
|                                                                           |                                                                           |                                                                           |                                                                           |                                                                           |                                                                           |  |  | Louis XV, roi de 1715 à 1774                             | Louis XV, roi de 1715 à 1774                             | Louis XV, roi de 1715 à 1774                             | Louis XV, roi de 1715 à 1774                             | Louis XV, roi de 1715 à 1774                             | Louis XV, roi de 1715 à 1774                             |                                                |                                                | ????                                                    | ????                                                    | ????                                                    | ????                                                    | ???? | ???? | | | | |                                                         |                                                         |                                                         |                                                         |                             |                             |                                     |                                     |                                     |                                     |                                                      |                                                      |                                                      |                                                      |                                                      |                                                      |  |  |                                              |                                              |                                              |                                              |                                              |                                              |  |  | | | | | | |  |  |                                     |                                     |                                     |                                     |                                     |                                     |
|                                                                           |                                                                           |                                                                           |                                                                           |                                                                           |                                                                           |  |  |                                                          |                                                          |                                                          |                                                          |                                                          |                                                          |                                                |                                                |                                                         |                                                         |                                                         |                                                         | | | | | | |                                                         |                                                         |                                                         |                                                         |                             |                             |                                     |                                     |                                     |                                     |                                                      |                                                      |                                                      |                                                      |                                                      |                                                      |  |  |                                              |                                              |                                              |                                              |                                              |                                              |  |  | | | | | | |  |  |                                     |                                     |                                     |                                     |                                     |                                     |
|                                                                           |                                                                           |                                                                           |                                                                           |                                                                           |                                                                           |  |  |                                                          |                                                          |                                                          |                                                          | Louis de France (1729-1765), dauphin de France           | Louis de France (1729-1765), dauphin de France           | Louis de France (1729-1765), dauphin de France | Louis de France (1729-1765), dauphin de France | Louis de France (1729-1765), dauphin de France          | Louis de France (1729-1765), dauphin de France          |                                                         |                                                         | ????? | ????? | ????? | ????? | ????? | ????? |                                                         |                                                         |                                                         |                                                         |                             |                             |                                     |                                     |                                     |                                     |                                                      |                                                      |                                                      |                                                      |                                                      |                                                      |  |  |                                              |                                              |                                              |                                              |                                              |                                              |  |  | | | | | | |  |  |                                     |                                     |                                     |                                     |                                     |                                     |
|                                                                           |                                                                           |                                                                           |                                                                           |                                                                           |                                                                           |  |  |                                                          |                                                          |                                                          |                                                          | Louis de France (1729-1765), dauphin de France           | Louis de France (1729-1765), dauphin de France           | Louis de France (1729-1765), dauphin de France | Louis de France (1729-1765), dauphin de France | Louis de France (1729-1765), dauphin de France          | Louis de France (1729-1765), dauphin de France          |                                                         |                                                         | ????? | ????? | ????? | ????? | ????? | ????? |                                                         |                                                         |                                                         |                                                         |                             |                             |                                     |                                     |                                     |                                     |                                                      |                                                      |                                                      |                                                      |                                                      |                                                      |  |  |                                              |                                              |                                              |                                              |                                              |                                              |  |  | | | | | | |  |  |                                     |                                     |                                     |                                     |                                     |                                     |
|                                                                           |                                                                           |                                                                           |                                                                           |                                                                           |                                                                           |  |  |                                                          |                                                          |                                                          |                                                          |                                                          |                                                          |                                                |                                                |                                                         |                                                         |                                                         |                                                         | | | | | | |                                                         |                                                         |                                                         |                                                         |                             |                             |                                     |                                     |                                     |                                     |                                                      |                                                      |                                                      |                                                      |                                                      |                                                      |  |  |                                              |                                              |                                              |                                              |                                              |                                              |  |  | | | | | | |  |  |                                     |                                     |                                     |                                     |                                     |                                     |
|                                                                           |                                                                           |                                                                           |                                                                           |                                                                           |                                                                           |  |  |                                                          |                                                          |                                                          |                                                          |                                                          |                                                          |                                                |                                                |                                                         |                                                         |                                                         |                                                         | | | | | | |                                                         |                                                         |                                                         |                                                         |                             |                             |                                     |                                     |                                     |                                     |                                                      |                                                      |                                                      |                                                      |                                                      |                                                      |  |  |                                              |                                              |                                              |                                              |                                              |                                              |  |  | | | | | | |  |  |                                     |                                     |                                     |                                     |                                     |                                     |
| Marie-Antoinette d'Autriche                                               | Marie-Antoinette d'Autriche                                               | Marie-Antoinette d'Autriche                                               | Marie-Antoinette d'Autriche                                               | Marie-Antoinette d'Autriche                                               | Marie-Antoinette d'Autriche                                               |  |  | Louis XVI, (duc de Berry) roi de 1774 à 1792 (d.j. 1793) | Louis XVI, (duc de Berry) roi de 1774 à 1792 (d.j. 1793) | Louis XVI, (duc de Berry) roi de 1774 à 1792 (d.j. 1793) | Louis XVI, (duc de Berry) roi de 1774 à 1792 (d.j. 1793) | Louis XVI, (duc de Berry) roi de 1774 à 1792 (d.j. 1793) | Louis XVI, (duc de Berry) roi de 1774 à 1792 (d.j. 1793) |                                                |                                                | Louis XVIII, comte de Provence, roi de 1814/1815 à 1824 | Louis XVIII, comte de Provence, roi de 1814/1815 à 1824 | Louis XVIII, comte de Provence, roi de 1814/1815 à 1824 | Louis XVIII, comte de Provence, roi de 1814/1815 à 1824 | Louis XVIII, comte de Provence, roi de 1814/1815 à 1824                                                                          | Louis XVIII, comte de Provence, roi de 1814/1815 à 1824                                                                          | | | Charles X, comte d'Artois, roi de France de 1824 à 1830                                                                          | Charles X, comte d'Artois, roi de France de 1824 à 1830                                                                          | Charles X, comte d'Artois, roi de France de 1824 à 1830 | Charles X, comte d'Artois, roi de France de 1824 à 1830 | Charles X, comte d'Artois, roi de France de 1824 à 1830 | Charles X, comte d'Artois, roi de France de 1824 à 1830 |                             |                             | Marie-Thérèse de Savoie (1756-1805) | Marie-Thérèse de Savoie (1756-1805) | Marie-Thérèse de Savoie (1756-1805) | Marie-Thérèse de Savoie (1756-1805) | Marie-Thérèse de Savoie (1756-1805)                  | Marie-Thérèse de Savoie (1756-1805)                  |                                                      |                                                      |                                                      |                                                      |  |  |                                              |                                              |                                              |                                              |                                              |                                              |  |  | | | | | | |  |  |                                     |                                     |                                     |                                     |                                     |                                     |
| Marie-Antoinette d'Autriche                                               | Marie-Antoinette d'Autriche                                               | Marie-Antoinette d'Autriche                                               | Marie-Antoinette d'Autriche                                               | Marie-Antoinette d'Autriche                                               | Marie-Antoinette d'Autriche                                               |  |  | Louis XVI, (duc de Berry) roi de 1774 à 1792 (d.j. 1793) | Louis XVI, (duc de Berry) roi de 1774 à 1792 (d.j. 1793) | Louis XVI, (duc de Berry) roi de 1774 à 1792 (d.j. 1793) | Louis XVI, (duc de Berry) roi de 1774 à 1792 (d.j. 1793) | Louis XVI, (duc de Berry) roi de 1774 à 1792 (d.j. 1793) | Louis XVI, (duc de Berry) roi de 1774 à 1792 (d.j. 1793) |                                                |                                                | Louis XVIII, comte de Provence, roi de 1814/1815 à 1824 | Louis XVIII, comte de Provence, roi de 1814/1815 à 1824 | Louis XVIII, comte de Provence, roi de 1814/1815 à 1824 | Louis XVIII, comte de Provence, roi de 1814/1815 à 1824 | Louis XVIII, comte de Provence, roi de 1814/1815 à 1824                                                                          | Louis XVIII, comte de Provence, roi de 1814/1815 à 1824                                                                          | | | Charles X, comte d'Artois, roi de France de 1824 à 1830                                                                          | Charles X, comte d'Artois, roi de France de 1824 à 1830                                                                          | Charles X, comte d'Artois, roi de France de 1824 à 1830 | Charles X, comte d'Artois, roi de France de 1824 à 1830 | Charles X, comte d'Artois, roi de France de 1824 à 1830 | Charles X, comte d'Artois, roi de France de 1824 à 1830 |                             |                             | Marie-Thérèse de Savoie (1756-1805) | Marie-Thérèse de Savoie (1756-1805) | Marie-Thérèse de Savoie (1756-1805) | Marie-Thérèse de Savoie (1756-1805) | Marie-Thérèse de Savoie (1756-1805)                  | Marie-Thérèse de Savoie (1756-1805)                  |                                                      |                                                      |                                                      |                                                      |  |  |                                              |                                              |                                              |                                              |                                              |                                              |  |  | | | | | | |  |  |                                     |                                     |                                     |                                     |                                     |                                     |
|                                                                           |                                                                           |                                                                           |                                                                           |                                                                           |                                                                           |  |  |                                                          |                                                          |                                                          |                                                          |                                                          |                                                          |                                                |                                                |                                                         |                                                         |                                                         |                                                         | | | | | | |                                                         |                                                         |                                                         |                                                         |                             |                             |                                     |                                     |                                     |                                     |                                                      |                                                      |                                                      |                                                      |                                                      |                                                      |  |  |                                              |                                              |                                              |                                              |                                              |                                              |  |  | | | | | | |  |  |                                     |                                     |                                     |                                     |                                     |                                     |
|                                                                           |                                                                           |                                                                           |                                                                           |                                                                           |                                                                           |  |  |                                                          |                                                          |                                                          |                                                          |                                                          |                                                          |                                                |                                                |                                                         |                                                         |                                                         |                                                         | | | | | | |                                                         |                                                         |                                                         |                                                         |                             |                             |                                     |                                     |                                     |                                     |                                                      |                                                      |                                                      |                                                      |                                                      |                                                      |  |  |                                              |                                              |                                              |                                              |                                              |                                              |  |  | | | | | | |  |  |                                     |                                     |                                     |                                     |                                     |                                     |
| deux fils, dauphins de France, et une fille (cf. Descendance de Henri IV) | deux fils, dauphins de France, et une fille (cf. Descendance de Henri IV) | deux fils, dauphins de France, et une fille (cf. Descendance de Henri IV) | deux fils, dauphins de France, et une fille (cf. Descendance de Henri IV) | deux fils, dauphins de France, et une fille (cf. Descendance de Henri IV) | deux fils, dauphins de France, et une fille (cf. Descendance de Henri IV) |  |  | Marie-Thérèse de France                                  | Marie-Thérèse de France                                  | Marie-Thérèse de France                                  | Marie-Thérèse de France                                  | Marie-Thérèse de France                                  | Marie-Thérèse de France                                  |                                                |                                                |                                                         |                                                         |                                                         |                                                         | Louis-Antoine d'Artois (1775-1844), duc d'Angoulême, dauphin de France (1824), « comte de Marnes »(« Louis XIX » de 1836 à 1844) | Louis-Antoine d'Artois (1775-1844), duc d'Angoulême, dauphin de France (1824), « comte de Marnes »(« Louis XIX » de 1836 à 1844) | Louis-Antoine d'Artois (1775-1844), duc d'Angoulême, dauphin de France (1824), « comte de Marnes »(« Louis XIX » de 1836 à 1844) | Louis-Antoine d'Artois (1775-1844), duc d'Angoulême, dauphin de France (1824), « comte de Marnes »(« Louis XIX » de 1836 à 1844) | Louis-Antoine d'Artois (1775-1844), duc d'Angoulême, dauphin de France (1824), « comte de Marnes »(« Louis XIX » de 1836 à 1844) | Louis-Antoine d'Artois (1775-1844), duc d'Angoulême, dauphin de France (1824), « comte de Marnes »(« Louis XIX » de 1836 à 1844) |                                                         |                                                         | S. d'Artois (1776-1783)                                 | S. d'Artois (1776-1783)                                 | S. d'Artois (1776-1783)     | S. d'Artois (1776-1783)     | S. d'Artois (1776-1783)             | S. d'Artois (1776-1783)             |                                     |                                     | Charles-Ferdinand d'Artois (1778-1820), duc de Berry | Charles-Ferdinand d'Artois (1778-1820), duc de Berry | Charles-Ferdinand d'Artois (1778-1820), duc de Berry | Charles-Ferdinand d'Artois (1778-1820), duc de Berry | Charles-Ferdinand d'Artois (1778-1820), duc de Berry | Charles-Ferdinand d'Artois (1778-1820), duc de Berry |  |  | Caroline des Naples et de Sicile (1798-1870) | Caroline des Naples et de Sicile (1798-1870) | Caroline des Naples et de Sicile (1798-1870) | Caroline des Naples et de Sicile (1798-1870) | Caroline des Naples et de Sicile (1798-1870) | Caroline des Naples et de Sicile (1798-1870) |  |  | | | | | | |  |  |                                     |                                     |                                     |                                     |                                     |                                     |
| deux fils, dauphins de France, et une fille (cf. Descendance de Henri IV) | deux fils, dauphins de France, et une fille (cf. Descendance de Henri IV) | deux fils, dauphins de France, et une fille (cf. Descendance de Henri IV) | deux fils, dauphins de France, et une fille (cf. Descendance de Henri IV) | deux fils, dauphins de France, et une fille (cf. Descendance de Henri IV) | deux fils, dauphins de France, et une fille (cf. Descendance de Henri IV) |  |  | Marie-Thérèse de France                                  | Marie-Thérèse de France                                  | Marie-Thérèse de France                                  | Marie-Thérèse de France                                  | Marie-Thérèse de France                                  | Marie-Thérèse de France                                  |                                                |                                                |                                                         |                                                         |                                                         |                                                         | Louis-Antoine d'Artois (1775-1844), duc d'Angoulême, dauphin de France (1824), « comte de Marnes »(« Louis XIX » de 1836 à 1844) | Louis-Antoine d'Artois (1775-1844), duc d'Angoulême, dauphin de France (1824), « comte de Marnes »(« Louis XIX » de 1836 à 1844) | Louis-Antoine d'Artois (1775-1844), duc d'Angoulême, dauphin de France (1824), « comte de Marnes »(« Louis XIX » de 1836 à 1844) | Louis-Antoine d'Artois (1775-1844), duc d'Angoulême, dauphin de France (1824), « comte de Marnes »(« Louis XIX » de 1836 à 1844) | Louis-Antoine d'Artois (1775-1844), duc d'Angoulême, dauphin de France (1824), « comte de Marnes »(« Louis XIX » de 1836 à 1844) | Louis-Antoine d'Artois (1775-1844), duc d'Angoulême, dauphin de France (1824), « comte de Marnes »(« Louis XIX » de 1836 à 1844) |                                                         |                                                         | S. d'Artois (1776-1783)                                 | S. d'Artois (1776-1783)                                 | S. d'Artois (1776-1783)     | S. d'Artois (1776-1783)     | S. d'Artois (1776-1783)             | S. d'Artois (1776-1783)             |                                     |                                     | Charles-Ferdinand d'Artois (1778-1820), duc de Berry | Charles-Ferdinand d'Artois (1778-1820), duc de Berry | Charles-Ferdinand d'Artois (1778-1820), duc de Berry | Charles-Ferdinand d'Artois (1778-1820), duc de Berry | Charles-Ferdinand d'Artois (1778-1820), duc de Berry | Charles-Ferdinand d'Artois (1778-1820), duc de Berry |  |  | Caroline des Naples et de Sicile (1798-1870) | Caroline des Naples et de Sicile (1798-1870) | Caroline des Naples et de Sicile (1798-1870) | Caroline des Naples et de Sicile (1798-1870) | Caroline des Naples et de Sicile (1798-1870) | Caroline des Naples et de Sicile (1798-1870) |  |  | | | | | | |  |  |                                     |                                     |                                     |                                     |                                     |                                     |
|                                                                           |                                                                           |                                                                           |                                                                           |                                                                           |                                                                           |  |  |                                                          |                                                          |                                                          |                                                          |                                                          |                                                          |                                                |                                                |                                                         |                                                         |                                                         |                                                         | | | | | | |                                                         |                                                         |                                                         |                                                         |                             |                             |                                     |                                     |                                     |                                     |                                                      |                                                      |                                                      |                                                      |                                                      |                                                      |  |  |                                              |                                              |                                              |                                              |                                              |                                              |  |  | | | | | | |  |  |                                     |                                     |                                     |                                     |                                     |                                     |
|                                                                           |                                                                           |                                                                           |                                                                           |                                                                           |                                                                           |  |  |                                                          |                                                          |                                                          |                                                          |                                                          |                                                          |                                                |                                                |                                                         |                                                         |                                                         |                                                         | | | | | | |                                                         |                                                         |                                                         |                                                         |                             |                             |                                     |                                     |                                     |                                     |                                                      |                                                      |                                                      |                                                      |                                                      |                                                      |  |  |                                              |                                              |                                              |                                              |                                              |                                              |  |  | | | | | | |  |  |                                     |                                     |                                     |                                     |                                     |                                     |
|                                                                           |                                                                           |                                                                           |                                                                           |                                                                           |                                                                           |  |  |                                                          |                                                          |                                                          |                                                          |                                                          |                                                          |                                                |                                                |                                                         |                                                         |                                                         |                                                         | Charles III de Parme (1823-1854), duc de Parme. D.p. Bourbon-Parme et Luxembourg                                                 | Charles III de Parme (1823-1854), duc de Parme. D.p. Bourbon-Parme et Luxembourg                                                 | Charles III de Parme (1823-1854), duc de Parme. D.p. Bourbon-Parme et Luxembourg                                                 | Charles III de Parme (1823-1854), duc de Parme. D.p. Bourbon-Parme et Luxembourg                                                 | Charles III de Parme (1823-1854), duc de Parme. D.p. Bourbon-Parme et Luxembourg                                                 | Charles III de Parme (1823-1854), duc de Parme. D.p. Bourbon-Parme et Luxembourg                                                 |                                                         |                                                         | Louise d'Artois (1819-1864)                             | Louise d'Artois (1819-1864)                             | Louise d'Artois (1819-1864) | Louise d'Artois (1819-1864) | Louise d'Artois (1819-1864)         | Louise d'Artois (1819-1864)         |                                     |                                     | Louise-Isabelle d'Artois (1817)                      | Louise-Isabelle d'Artois (1817)                      | Louise-Isabelle d'Artois (1817)                      | Louise-Isabelle d'Artois (1817)                      | Louise-Isabelle d'Artois (1817)                      | Louise-Isabelle d'Artois (1817)                      |  |  | Louis d'Artois (1818)                        | Louis d'Artois (1818)                        | Louis d'Artois (1818)                        | Louis d'Artois (1818)                        | Louis d'Artois (1818)                        | Louis d'Artois (1818)                        |  |  | Henri d'Artois (1820-1883), duc de Bordeaux (1820), « comte de Chambord » (« Henri V » de 1844 à 1883) | Henri d'Artois (1820-1883), duc de Bordeaux (1820), « comte de Chambord » (« Henri V » de 1844 à 1883) | Henri d'Artois (1820-1883), duc de Bordeaux (1820), « comte de Chambord » (« Henri V » de 1844 à 1883) | Henri d'Artois (1820-1883), duc de Bordeaux (1820), « comte de Chambord » (« Henri V » de 1844 à 1883) | Henri d'Artois (1820-1883), duc de Bordeaux (1820), « comte de Chambord » (« Henri V » de 1844 à 1883) | Henri d'Artois (1820-1883), duc de Bordeaux (1820), « comte de Chambord » (« Henri V » de 1844 à 1883) |  |  | Marie-Thérèse de Modène (1817-1886) | Marie-Thérèse de Modène (1817-1886) | Marie-Thérèse de Modène (1817-1886) | Marie-Thérèse de Modène (1817-1886) | Marie-Thérèse de Modène (1817-1886) | Marie-Thérèse de Modène (1817-1886) |
|                                                                           |                                                                           |                                                                           |                                                                           |                                                                           |                                                                           |  |  |                                                          |                                                          |                                                          |                                                          |                                                          |                                                          |                                                |                                                |                                                         |                                                         |                                                         |                                                         | Charles III de Parme (1823-1854), duc de Parme. D.p. Bourbon-Parme et Luxembourg                                                 | Charles III de Parme (1823-1854), duc de Parme. D.p. Bourbon-Parme et Luxembourg                                                 | Charles III de Parme (1823-1854), duc de Parme. D.p. Bourbon-Parme et Luxembourg                                                 | Charles III de Parme (1823-1854), duc de Parme. D.p. Bourbon-Parme et Luxembourg                                                 | Charles III de Parme (1823-1854), duc de Parme. D.p. Bourbon-Parme et Luxembourg                                                 | Charles III de Parme (1823-1854), duc de Parme. D.p. Bourbon-Parme et Luxembourg                                                 |                                                         |                                                         | Louise d'Artois (1819-1864)                             | Louise d'Artois (1819-1864)                             | Louise d'Artois (1819-1864) | Louise d'Artois (1819-1864) | Louise d'Artois (1819-1864)         | Louise d'Artois (1819-1864)         |                                     |                                     | Louise-Isabelle d'Artois (1817)                      | Louise-Isabelle d'Artois (1817)                      | Louise-Isabelle d'Artois (1817)                      | Louise-Isabelle d'Artois (1817)                      | Louise-Isabelle d'Artois (1817)                      | Louise-Isabelle d'Artois (1817)                      |  |  | Louis d'Artois (1818)                        | Louis d'Artois (1818)                        | Louis d'Artois (1818)                        | Louis d'Artois (1818)                        | Louis d'Artois (1818)                        | Louis d'Artois (1818)                        |  |  | Henri d'Artois (1820-1883), duc de Bordeaux (1820), « comte de Chambord » (« Henri V » de 1844 à 1883) | Henri d'Artois (1820-1883), duc de Bordeaux (1820), « comte de Chambord » (« Henri V » de 1844 à 1883) | Henri d'Artois (1820-1883), duc de Bordeaux (1820), « comte de Chambord » (« Henri V » de 1844 à 1883) | Henri d'Artois (1820-1883), duc de Bordeaux (1820), « comte de Chambord » (« Henri V » de 1844 à 1883) | Henri d'Artois (1820-1883), duc de Bordeaux (1820), « comte de Chambord » (« Henri V » de 1844 à 1883) | Henri d'Artois (1820-1883), duc de Bordeaux (1820), « comte de Chambord » (« Henri V » de 1844 à 1883) |  |  | Marie-Thérèse de Modène (1817-1886) | Marie-Thérèse de Modène (1817-1886) | Marie-Thérèse de Modène (1817-1886) | Marie-Thérèse de Modène (1817-1886) | Marie-Thérèse de Modène (1817-1886) | Marie-Thérèse de Modène (1817-1886) |